# Колесников, Геннадий Михайлович (поэт)
 Генна́дий Миха́йлович Коле́сников  (12 марта 1937, Пятигорск, Северо-Кавказский край — 9 сентября 1995, Пятигорск, Ставропольский край) — русский советский поэт.
Многие его стихи стали песнями, они неоднократно исполнялись по Центральному телевидению и радио. Широчайшую известность получила песня «Тополя», которую на его стихи написал композитор Г. Пономаренко.

## Биография
В 1945 г. поступил в среднюю школу № 11 г. Пятигорска. В 1954 г. он окончил школу и поступил в Грозненский зооветеринарный техникум, который закончил с дипломом младшего зоотехника в 1958 году.
С 1958 по 1960 работал по специальности в хозяйствах Краснодарского края
В 1961 года перешёл в профессиональную журналистику, писал для районных, областных, центральных газет и журналов, много ездил по стране.
В 1977 году был принят в члены Союза писателей СССР.
В 1966 году в Нижне-Волжском издательстве напечатана первая книга поэта «Путина». Затем в Москве, Алма-Ате и Ставрополе вышли ещё пять поэтических сборников: «Предзимний сад» (1971), «Не перестану удивляться» (1974), «Остров состраданья» (1981), «Фламинго» (1983), «Автопортрет» (1986) и книжка для детей «Апрелька» (1979).
В память о песне «Тополя», музыкальном символе советских 1960-х годов, на могиле автора слов, поэта Г. Колесникова, посажен тополь.

## Личная жизнь
Был женат на Евгении Александровне Заславской.

## Наиболее известные песни на стихи Колесникова
В скобках — автор музыки.
- «Где кончаются рельсы» (Р. Мануков)
- «Где та любовь» (Г. Фомичев)
- «Летят снега» (В. Бусилков)
- «Одного тебя полюбила я» (Ю. Дунаев)
- «Остров состраданья» (Г. Фомичев)
- «Под музыку ручьев» (М. Шефтер)
- «Старый друг» (В. Лямкин)
- «Тополя» (Г. Пономаренко)